# Crna Bara
Crna Bara (srbsky Црна Бара) je vesnice v západní části Srbska, administrativně spadající pod opštinu Bogatić. Vesnice se rozkládá východně od řeky Driny u hranice s Bosnou a Hercegovinou. Její okolí je rovinaté, tvoří jej kulturní intenzivně zemědělsky využívaná krajina. Západně od vesnice se rozkládají lužní lesy samotné Driny, které od jednotlivých domů odděluje protipovodňový val.
Z národnostního hlediska je obyvatelstvo většinově srbské národnosti (95 %). Počet obyvatel příhraniční vesnice postupně klesá, v současné době se pohybuje někde pod dvěma tisíci stálých obyvatel. Vsí neprochází žádná významnější silniční komunikace ani železnice. Místní pravoslavný kostel je zasvěcen Nanebevstoupení Páně.
Severozápadně od vesnice se nachází soutok Driny a Sávy; na druhé straně řeky se nachází pozůstatek rakousko-uherské pevnosti.